# Musudan-ri
Pour les articles homonymes, voir Musudan.
La base de lancement de Musudan-ri  ou Tonghae se situe sur la côte orientale de la Corée du Nord dans la province du Hamgyong du Nord.

## Historique
Depuis 1984, des missiles de types Scud, Nodong et Taepodong sont tirés depuis Musudan-ri. En 1998, la Corée du Nord procède au lancement de son premier satellite artificiel, le Kwangmyŏngsŏng. 
Le 5 avril 2009, un satellite de télécommunications, le Kwangmyŏngsŏng-2, est lancé par une fusée Unha depuis Musudan-ri mais contrairement à ce qu'affirme l'agence de presse officielle nord-coréenne KCNA, le tir se solde par un échec.
Un nouveau tir du lanceur Unha a lieu en 2012 mais depuis la nouvelle base de lancement de Sohae située sur la côte occidentale de la Corée du Nord.